# Буту-гургэн
Буту-гургэн, Боту-гургэн (монг. Буту хүргэн) — монгольский военачальник и нойон-тысячник, один из ближайших сподвижников Чингисхана. Будучи женатым сначала на сестре, а затем на дочери Чингиса, он получил к имени приставку гургэн, т. е. «зять». 

## Биография
Буту происходил из племени икирес; его отцом, согласно персидскому историку Рашид ад-Дину, был икиресский вождь Некун (Нукуз), а сестрой — мать Чингисхана Оэлун. 
На службу к Чингису Буту попал вскоре после возвышения монгольского владыки. По китайской летописи XIV века «Юань ши», это произошло следующим образом: когда Чингисхан отправил с поручением одного из своих нукеров Чжурчедая на реку Аргунь, встретившийся по пути Буту принял посланника, угостив мясом и дав свежую лошадь. Вернувшись к Чингисхану, Чжурчедай рассказал тому о гостеприимстве Буту, и в знак благодарности хан велел выдать за икиреса свою младшую сестру Темулун. Желая узнать больше о состоянии будущего шурина, Чингис спросил у одного из людей Буту, сколько тот имеет лошадей, однако посланник, восприняв заданный вопрос как предложение торгов, ответил, что Буту располагает тридцатью головами, из которых в обмен на Темулун готов отдать хану половину; подобный ответ разгневал Чингисхана, неприемлевшего обмены невест из своего рода на скот или любую другую собственность. Несмотря на это, свадьба Буту и Темулун всё же состоялась (как предполагают некоторые исследователи, не без помощи Оэлун), однако брак их был недолгим и, по всей видимости, бездетным. Около 1202 года Темулун умерла, и Чингисхан выдал за Буту свою старшую дочь Ходжин-бэги. В браке с Ходжин-бэги у Буту родился сын по имени Дарги-гургэн, жена которого, Джабун, также была родственницей Чингисхана. Другого сына Буту звали Улудай; его дочь Кутукуй-хатун впоследствии вышла замуж за внука Чингиса, великого хана Менгу, родив ему троих детей: сыновей Балту и Уренгташа и дочь Баялун. 
Присоединившись к Чингисхану, Буту-гургэн на протяжении многих лет верно служил ему, зарекомендовав себя во множестве сражений. Буту упоминается в числе т. н. «балджунту» — ближайших соратников Чингисхана, оставшихся со своим господином после обескровившего монгольское войско сражения при Харахалджит-Элетах. За свою преданность на курултае 1206 года, провозгласившем создание Монгольской империи, Буту был пожалован Чингисханом в нойоны-тысячники, а также получил под своё командование всех икиресских воинов.